# بادپر ماهوگنی
بادپر ماهوگنی (نام علمی: Petaurus gracilis) نام یک گونه از سرده بادپرکیسه‌دارها است.